# Лулутаун
Лулутаун (енгл. Lulu Town) је некадашње место на острву Наваса које је у саставу Сједињених Држава у Карипском мору. Насеље је било средиште у коме су привремено боравили рибари и радници на ископавању гуана. Лулутаун је смештен на обалама залива Лулу. У њему сада повремено бораве риболовци са Хаитија, будући да та држава тврди суверенитет над Навасом.